# Składy najlepszych zawodników mistrzostw Azji w koszykówce mężczyzn
Składy najlepszych zawodników mistrzostw Azji w koszykówce mężczyzn – wyróżnienia przyznawane najlepszym zawodnikom mistrzostw Azji w koszykówce mężczyzn, wybieranym  przez głosowanie dziennikarzy. 
pogrubienie – oznacza MVP turnieju

Zawodnik (X) – oznacza kolejne wyróżnienie, przyznane temu samemu zawodnikowi
| Rok  | Zawodnik                  | Pozycja    | Zespół           | Przyp. |
| ---- | ------------------------- | ---------- | ---------------- | ------ |
| 2011 | Sam Daghles               | Obrońca    | Jordania         | [ 1 ]  |
| 2011 | Takuya Kawamura           | Obrońca    | Japonia          | [ 1 ]  |
| 2011 | Samad Nikkhah Bahrami     | Skrzydłowy | Iran             | [ 1 ]  |
| 2011 | Yi Jianlian               | Skrzydłowy | Chiny            | [ 1 ]  |
| 2011 | Hamed Haddadi             | Środkowy   | Iran             | [ 1 ]  |
| 2013 | Jayson Castro             | Obrońca    | Filipiny         | [ 2 ]  |
| 2013 | Kim Min-goo               | Obrońca    | Korea Południowa | [ 2 ]  |
| 2013 | Lin Chih-chieh            | Obrońca    | Chińskie Tajpej  | [ 2 ]  |
| 2013 | Oshin Sahakian            | Skrzydłowy | Iran             | [ 2 ]  |
| 2013 | Hamed Haddadi (2)         | Środkowy   | Iran             | [ 2 ]  |
| 2015 | Jayson Castro (2)         | Obrońca    | Filipiny         | [ 3 ]  |
| 2015 | Guo Ailun                 | Obrońca    | Chiny            | [ 3 ]  |
| 2015 | Samad Nikkhah Bahrami (2) | Skrzydłowy | Iran             | [ 3 ]  |
| 2015 | Yi Jianlian (2)           | Skrzydłowy | Chiny            | [ 3 ]  |
| 2015 | Zhou Qi                   | Środkowy   | Chiny            | [ 3 ]  |
| 2017 | Shea Ili                  | Obrońca    | Nowa Zelandia    | [ 4 ]  |
| 2017 | Mohammad Jamshidi         | Obrońca    | Iran             | [ 4 ]  |
| 2017 | Fadi El Khatib            | Skrzydłowy | Liban            | [ 4 ]  |
| 2017 | Oh Se-keun                | Skrzydłowy | Korea Południowa | [ 4 ]  |
| 2017 | Hamed Haddadi (3)         | Środkowy   | Iran             | [ 4 ]  |